# 17e cérémonie des Golden Globes
La 17e cérémonie des Golden Globes a eu lieu le 10 mars 1960, récompensant les films diffusés en 1959 et les professionnels s'étant distingués cette année-là.

## Palmarès
Les lauréats sont indiqués ci-dessous en premier de chaque catégorie et en caractères gras.

### Cinéma

#### Meilleur film dramatique
- Ben-Hur
  - Au risque de se perdre (The Nun's Story)
  - Autopsie d'un meurtre (Anatomy of a Murder)
  - Le Dernier Rivage (On the Beach)
  - Le Journal d'Anne Frank (The Diary of Anne Frank)

#### Meilleur film de comédie
- Certains l'aiment chaud (Some Like It Hot)
  - Confidences sur l'oreiller (Pillow talk)
  - Opération Jupons (Operation Petticoat)
  - Qui était donc cette dame ? (Who Was That Lady?)
  - La Vie à belles dents (But Not For Me)

#### Meilleur film musical
La récompense avait déjà été décernée.
- Porgy and Bess
  - L'habit ne fait pas le moine (Say One for Me)
  - Les Déchaînés (A Private's Affair)
  - Li'l Abner (en)
  - Millionnaire de cinq sous (The Five Pennies)

#### Meilleur réalisateur
- William Wyler pour Ben-Hur
  - Stanley Kramer pour Le Dernier Rivage (On the Beach)
  - Otto Preminger pour Autopsie d'un meurtre (Anatomy of a Murder)
  - George Stevens pour Le Journal d'Anne Frank (The Diary of Anne Frank)
  - Fred Zinnemann pour Au risque de se perdre (The Nun's Story)

#### Meilleur acteur dans un film dramatique
- Anthony Franciosa pour le rôle de Sam Lawson dans En lettres de feu (Career)
  - Richard Burton pour le rôle de Jimmy Porter dans Les Corps sauvages (Look Back in Anger)
  - Charlton Heston pour le rôle de Judah Ben-Hur dans Ben-Hur
  - Fredric March pour le rôle de Jerry Kingsley dans Au milieu de la nuit (Middle of the Night)
  - Joseph Schildkraut pour le rôle d'Otto Frank dans Le Journal d'Anne Frank (The Diary of Anne Frank)

#### Meilleure actrice dans un film dramatique
- Elizabeth Taylor pour le rôle de Catherine Holly dans Soudain l'été dernier (Suddenly, Last Summer)
  - Audrey Hepburn pour le rôle de Gabrielle Van der Mal / Sœur Luc dans Au risque de se perdre (The Nun's Story)
  - Katharine Hepburn pour le rôle de Mme Valerie Venable dans Soudain l'été dernier (Suddenly, Last Summer)
  - Lee Remick pour le rôle de dans Autopsie d'un meurtre (Anatomy of a Murder)
  - Simone Signoret pour le rôle d'Alice Aisgill dans Les Chemins de la haute ville (Room at the Top)

#### Meilleur acteur dans un film musical ou une comédie
- Jack Lemmon pour le rôle de Jerry, Géraldine et Daphné dans Certains l'aiment chaud (Some Like It Hot)
  - Clark Gable pour le rôle de Russell "Russ" Ward dans La Vie à belles dents (But Not For Me)
  - Cary Grant pour le rôle du Lt-Cmd/Vice-Amiral Matt T. Sherman dans Opération Jupons (Operation Petticoat)
  - Dean Martin pour le rôle de Michael Haney dans Qui était donc cette dame ? (Who Was That Lady?)
  - Sidney Poitier pour le rôle de Porgy dans Porgy and Bess

#### Meilleure actrice dans un film musical ou une comédie
La récompense avait déjà été décernée.
- Marilyn Monroe pour le rôle d'Alouette dans Certains l'aiment chaud (Some Like It Hot)
  - Dorothy Dandridge pour le rôle de Bess dans Porgy and Bess
  - Doris Day pour le rôle de Jan Morrow dans Confidences sur l'oreiller (Pillow talk)
  - Shirley MacLaine pour le rôle de Meg Wheeler dans Une fille très avertie (Ask Any Girl)
  - Lilli Palmer pour le rôle de Kathryn Ward dans La Vie à belles dents (But Not For Me)

#### Meilleur acteur dans un second rôle
- Stephen Boyd pour le rôle de Messala dans Ben-Hur
  - Fred Astaire pour le rôle de Julian Osborn dans Le Dernier Rivage (On the Beach)
  - Tony Randall pour le rôle de Jonathan Forbes dans Confidences sur l'oreiller (Pillow talk)
  - Robert Vaughn pour le rôle de Chester A. Chet Gwynn dans Ce monde à part (The Young Philadelphians)
  - Joseph N. Welch pour le rôle du juge Weaver dans Autopsie d'un meurtre (Anatomy of a Murder)

#### Meilleure actrice dans un second rôle
- Susan Kohner pour le rôle de Sarah Jane Johnson dans Mirage de la vie (Imitation of life)
  - Edith Evans[1] pour le rôle de la mère supérieure Emmanuel dans Au risque de se perdre (The Nun's Story)
  - Estelle Hemsley pour le rôle de Grandma 'Gram' Martin dans Take a Giant Step
  - Juanita Moore pour le rôle d'Annie Johnson dans Mirage de la vie (Imitation of life)
  - Shelley Winters pour le rôle de Mme Petronella Van Daan dans Le Journal d'Anne Frank (The Diary of Anne Frank)

#### Best Motion Picture Score
- Le Dernier Rivage (On the Beach) – Ernest Gold

#### Golden Globe de la révélation masculine de l'année
La récompense avait déjà été décernée.
(ex æquo)
- Barry Coe (en)
- Troy Donahue
- George Hamilton
- James Shigeta
  - Michael Callan

#### Golden Globe de la révélation féminine de l'année
La récompense avait déjà été décernée.
(ex æquo)
- Angie Dickinson
- Janet Munro
- Stella Stevens
- Tuesday Weld
  - Diane Baker
  - Carol Lynley
  - Yvette Mimieux[2]
  - Cindy Robbins[3],[2]

### Télévision

#### Television Achievement
La récompense avait déjà été décernée.
- Edward R. Murrow

### Spéciales

#### Cecil B. DeMille Award
- Bing Crosby

#### Henrietta Award
Récompensant un acteur et une actrice.
La récompense avait déjà été décernée.
- Doris Day
- Rock Hudson

#### Special Achievement Award
La récompense avait déjà été décernée.
- Andrew Marton
- Fred Zinnemann

#### Samuel Goldwyn International Award
Récompensant un film étranger.
La récompense avait déjà été décernée.
(ex æquo)
- Orfeu Negro •  France
- L'Étrange Obsession (鍵) •  Japon
- Les Fraises sauvages (Smultronstället) •  Suède
- Wir Wunderkinder •  Allemagne de l'Ouest
- Le Pont (Die Brücke) •  Allemagne de l'Ouest
  - Les Chemins de la haute ville (Room at the Top) •  Royaume-Uni

#### Golden Globe de la meilleure promotion pour l'entente internationale
La récompense avait déjà été décernée.
- Le Journal d'Anne Frank (The Diary of Anne Frank) de George Stevens
  - Au risque de se perdre (The Nun's Story) de Fred Zinnemann
  - Le Coup de l'escalier (Odds Against Tomorrow) de Robert Wise
  - Le Dernier Rivage (On the Beach) de Stanley Kramer
  - Take a Giant Step de Philip Leacock

#### Special Journalistic Merit Award
La récompense avait déjà été décernée.
(ex æquo)
- Hedda Hopper
- Louella Parsons